# Jastrzębie-Zdrój
Jastrzębie-Zdrój jasˈtʂɛmbjɛ ˈzdruj (in slesiano Jastrzymbje–Zdrůj, in tedesco Bad Königsdorff-Jastrzemb) è una città del sud della Polonia con 94 072 abitanti.

## Storia

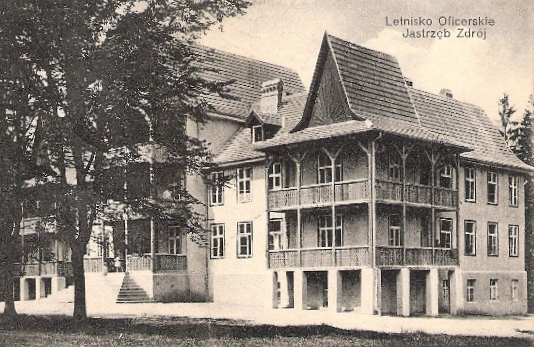
La spa nel 1928

La prima menzione dell'area viene fatta nel 1305 circa (Liber fundationis episcopatus Vratislaviensis). Il nome originale della città era Jastrzemb, derivante dalla parola polacca che significa "falco". 
Lo sviluppo della città si ebbe nel periodo 1858-1860, con la scoperta di giacimenti di carbone; subito dopo, però, vennero trovate sorgenti termali contenenti iodio e bromo, il che fece della città una sede termale esclusiva famosa in tutta Europa, soprattutto per merito dello spirito imprenditoriale di un medico polacco, Mikołaj Witczak.
Dal 1939 al 1945 fu sotto l'occupazione della Germania nazista.
Jastrzębie-Zdrój come sede termale perse la sua importanza a partire dagli anni '60, con l'estrazione intensiva del carbone.

## Sport
- GKS 1962 Jastrzębie (calcio)
- KS Jastrzębski Węgiel (pallavolo)
- JKH GKS Jastrzębie (hockey su ghiaccio)

## Amministrazione

### Gemellaggi
Jastrzębie-Zdrój è gemellata con le seguenti città:
- Napoli
- Ibbenbüren
- Tourcoing
- Havířov
- Karviná

## Galleria d'immagini

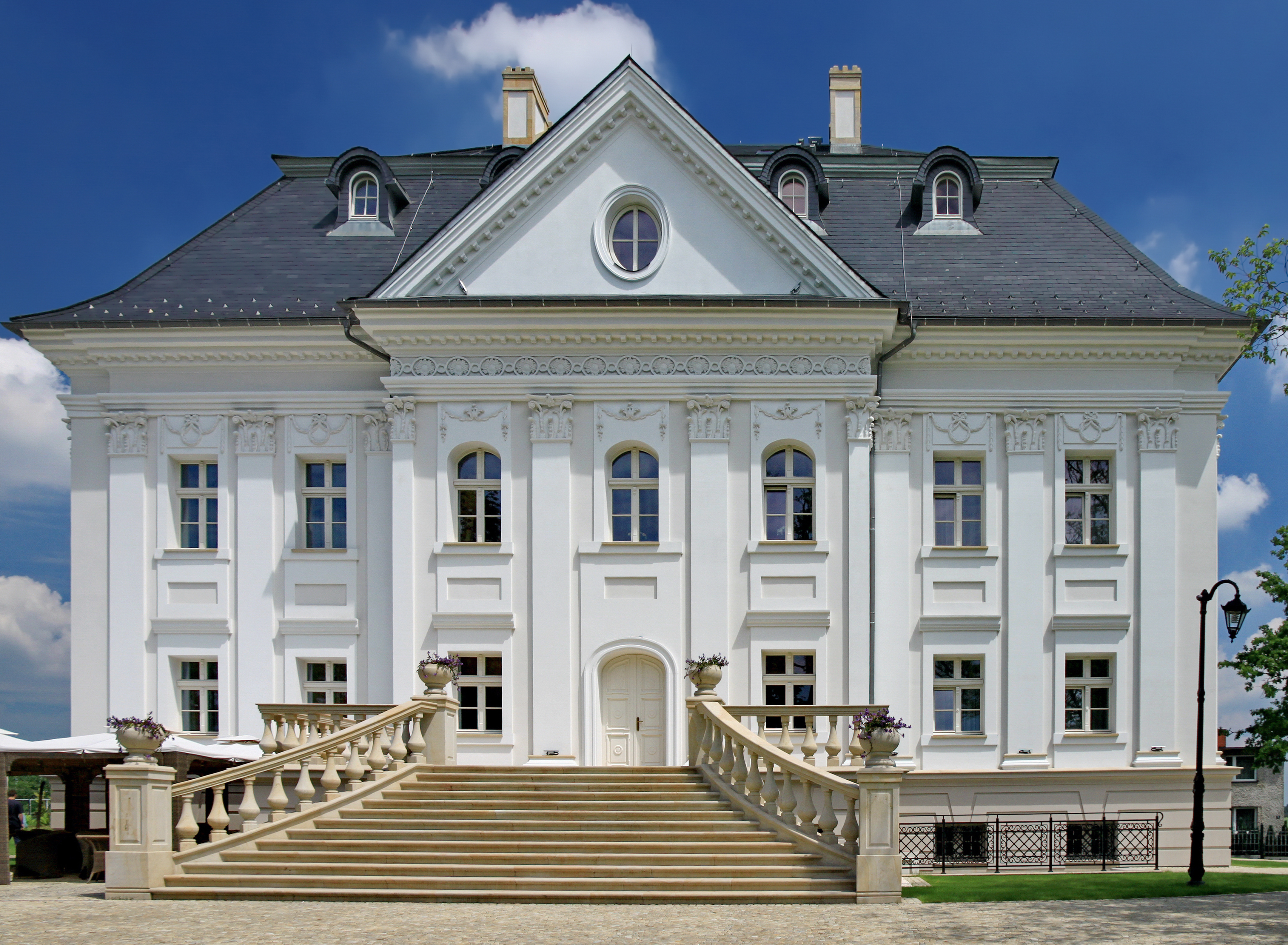
Palazzo in Borynia (Pałac w Boryni)
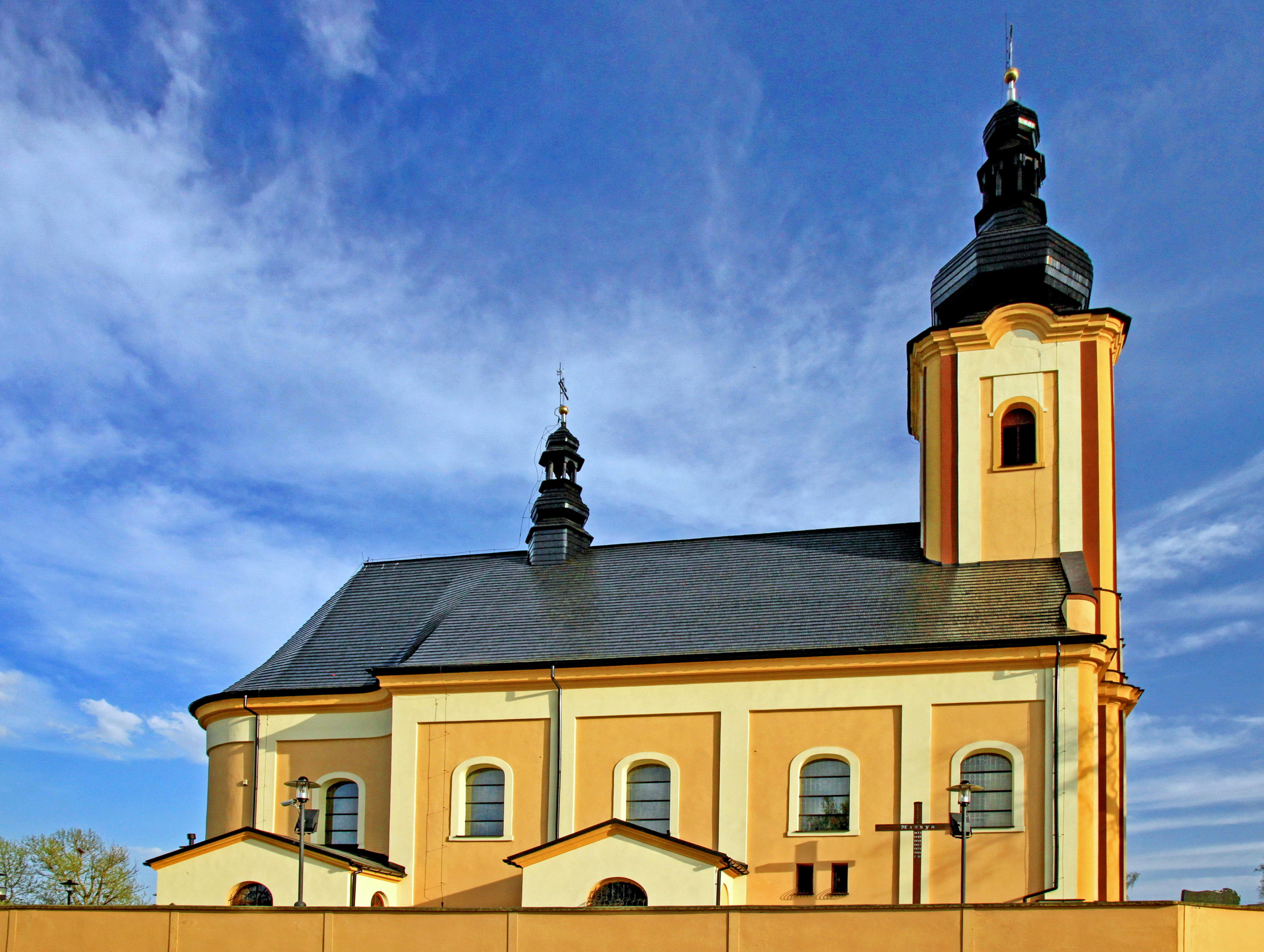
Chiesa di Ognissanti (Kościół Wszystkich Świętych)
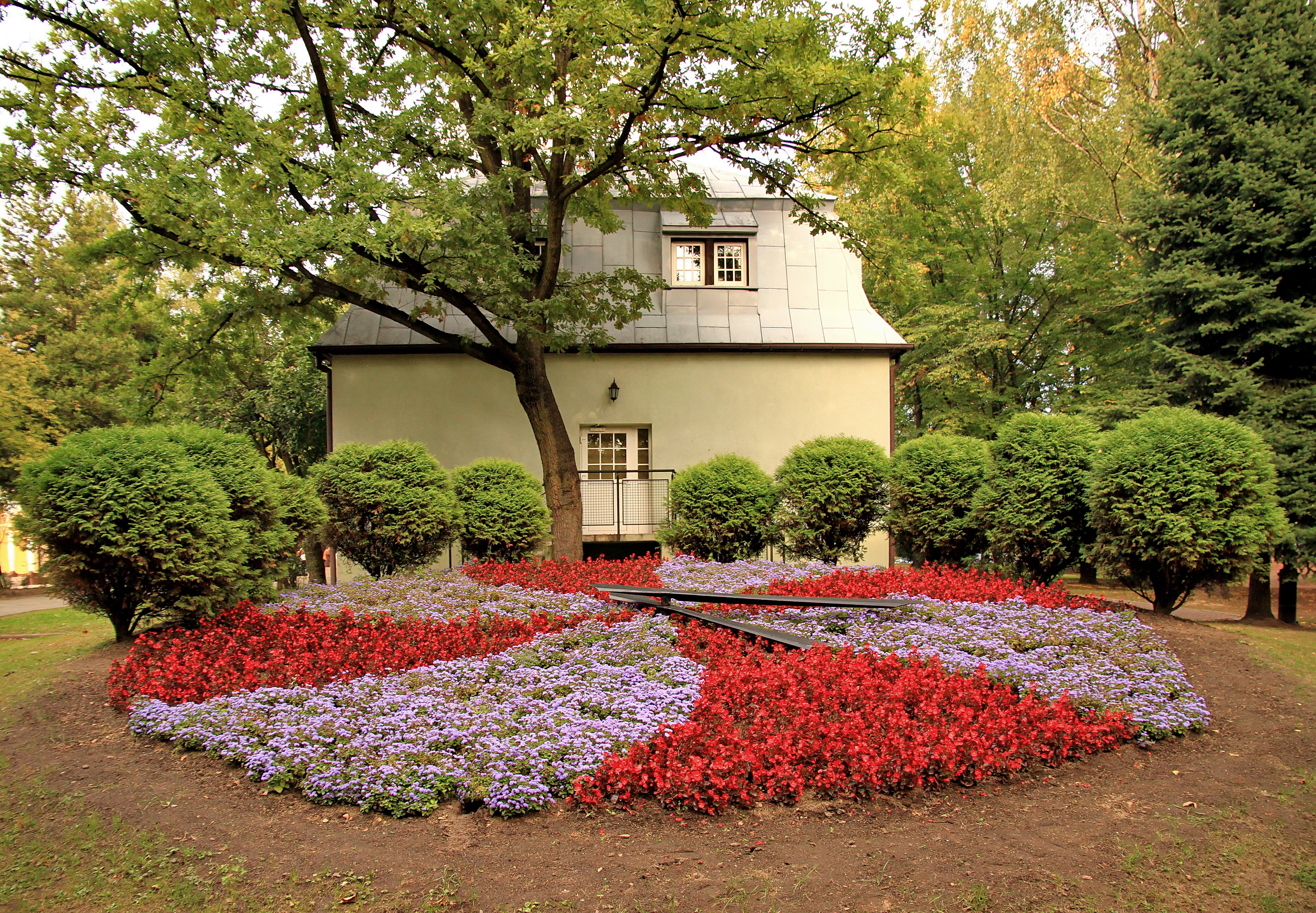
Parco termale (Park Zdrojowy)
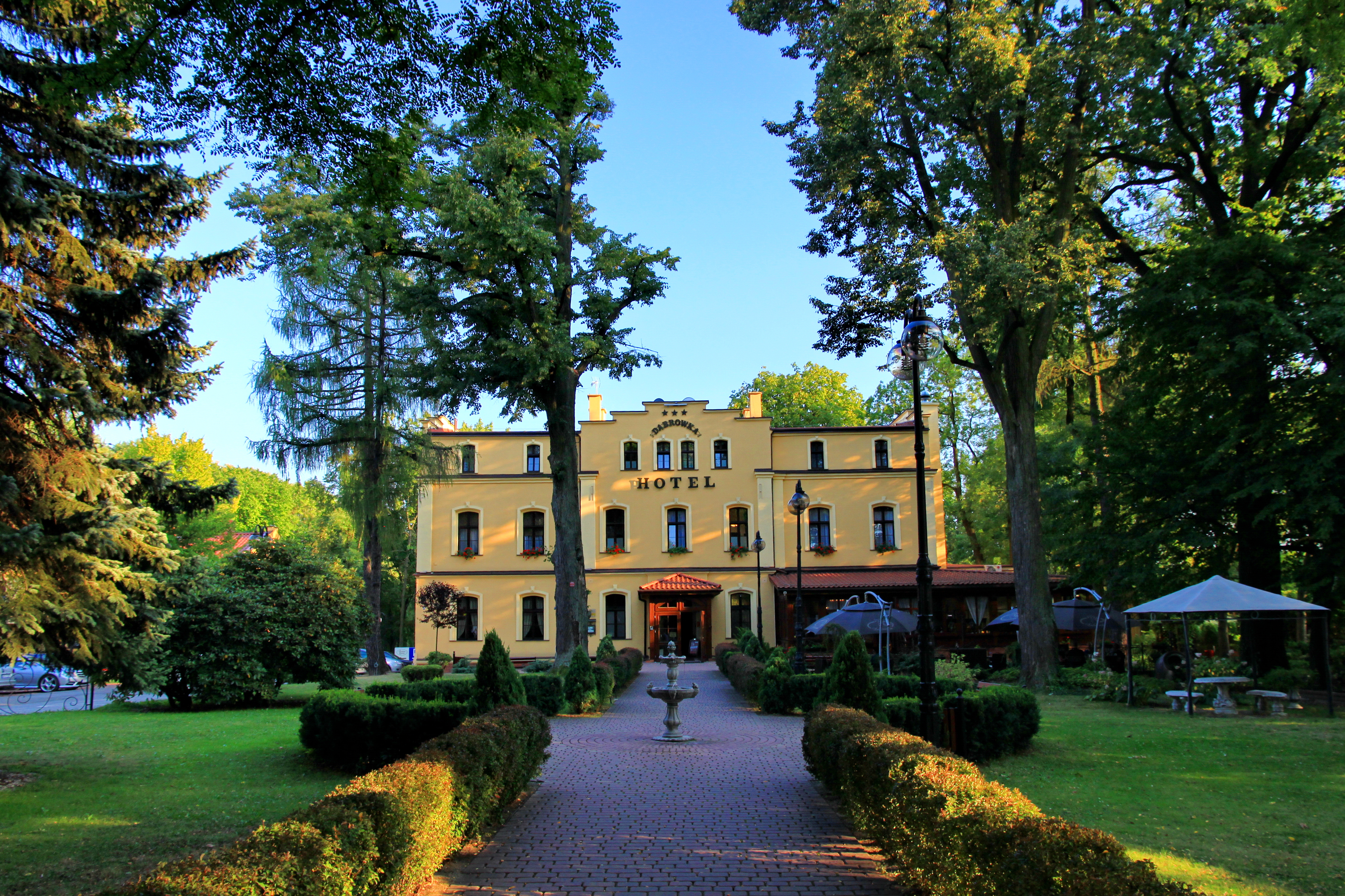
Hotel Dąbrówka